# Steineck (Oberösterreichische Voralpen)
Das Steineck  ist ein 1418 m ü. A. hoher Berg in den Oberösterreichischen Voralpen an der Grenze der Gemeinden Gmunden und Scharnstein. Der Gipfel befindet sich am Ostende eines langen Bergrückens, der am Traunstein beginnt. Nach Südwesten führt ein Grat zur Scharte Durchgang. Die Bergflanken sind mäßig steil und bewaldet. Der oft besuchte Gipfel bietet durch seine Lage zwischen Traun- und Almtal eine schöne Rundumsicht. Am Gipfel befindet sich ein Gipfelkreuz mit Gipfelbuch. 

## Anstiege
- Weg 413 von Scharnstein zur Schrattenau. Unmarkierter Pfad von Norden über den Schrattenstein auf den Gipfel
- Weg 411 von Traxenbichl über den Hauergraben zum Durchgang. Unmarkierter Pfad von Südosten auf den Gipfel

## Karten
- ÖK 50, Blatt 67 (Grünau im Almtal)